# Caproni Ca.310
Капрони Ca.310 Либечо (итал. Caproni Ca.310 Libeccio) — итальянский многоцелевой самолёт (учебный, разведчик, лёгкий бомбардировщик), использовавшийся в период непосредственно перед и во время Второй мировой войны. Представлял собой двухдвигательный низкоплан смешанной конструкции — металлический фюзеляж и деревянное крыло. Сконструирован инженером Чезаре Паллавичини. Самолёт являлся развитием Caproni Ca.309. Боевой дебют произошёл во время Гражданской войны в Испании. Самолёт применялся на ранних этапах Второй мировой войны в Ливии. Некоторые из самолётов использовались в штурмовых группах в качестве временной замены неудовлетворительной Breda Ba.65. Последний Ca.310 был выведен из эксплуатации итальянской авиацией в 1948 году. Самолёты Caproni Ca.310 были куплены и состояли на вооружении ВВС Венгрии, Италии, Норвегии, Перу и Королевства Югославия.

## Разработка
Во второй половине 1930-х годов «Капрони» создала семейство лёгких бомбардировщиков и многоцелевых самолётов, конструктором которых был инженер Чезаре Паллавичини. Основой этого семейства самолётов стал пассажирский самолёт Ca.306 Borea 1935 года в пяти основных серийных версиях, обозначенных Ca.309, Ca.310, Ca.311, Ca.313 и Ca.314, было выпущено в общей сложности более 1620 экземпляров.
Первые два самолёта, созданные в 1936 году, — Ca.309 Ghibli и Ca.310 Libeccio — были разработаны в качестве самолётов для службы в африканских колониях Италии (потому в их имена и были включены названия североафриканских пустынных ветров Гибли (Ghibli) и Libeccio). Проекты осуществлялись параллельно, однако последний был более современным, технически сложным и оснащён звездообразными двигателями «Пьяджио» (первоначально ими были Piaggio P.VII С.16, а затем Piaggio P.VII С.35 — эти двигатели строились по лицензии на основе французского двигателя Gnome-Rhone 7K Titan Major). Ни один из этих типов не получил широкого военного применения. Три других версии, также называемые Libeccio, были созданы исключительно для военных целей.
Прототип Ca.310 совершил первый полёт 2 февраля 1937 года. В июле было запущено серийное производство Caproni Ca.310 Libeccio. В октябре того же года самолёт был выставлен на 2-м Международном авиационном салоне в Милане, а первые три места в феврале 1938 года на 3-м ралли Сахары принесли итальянцам большую известность.
Модификация Ca.310, которая была принята в качестве временного решения, так называемая «бис» версия (Caproni Ca.310bis), послужила основой для новой крупной серийной версии Caproni Ca.311. Версия «бис» имела новое решение по остеклению кабины («стеклянный» нос, непрерывно продолжающийся до низа фюзеляжа, без характерного «степного» ветрового стекла), новую турель и двигатели серии Piaggio 35 с вращением валов в разных направлениях. К апрелю 1939 года было построено в общей сложности 256 экземпляров 310 и 310bis.
Прототип Caproni Ca.311 совершил первый полёт 4 апреля 1939 года, и производство этого третьего по величине серийного типа началось в ноябре того же года. К сентябрю 1941 года 320 Capron Ca.311 было построено в 11 различных сериях. Это был первый самолёт семейства, принятый в качестве стандартного вооружения итальянских эскадрилий взаимодействия с войсками.

## Модификации

Схема самолёта

Ca.310исходная версия для серийного производства с двигателями Piaggio P.VII C 16 мощностью 338 кВт
Ca.310Idroпоплавковая версия самолёта Ca.310 с двигателями Piaggio P.VII C 16 мощностью 338 кВт
Ca.310bisверсия Ca.310 с застеклённым носом и двигателями Piaggio P.VII C 35 мощность 338 кВт
Ca.311разведчик-бомбардировщик, прототипом которого был Ca.310bis с двигателями Piaggio P.VII C 35 мощностью 338 кВт
Ca.312самолёт-бомбардировщик Ca.311 с двигателями Piaggio P.XVI РC 35 мощностью 345 кВт

## Эксплуатация
Капрони Са.310 стал крупным экспортным успехом итальянской авиационной промышленности, однако его характеристики не оправдали ожиданий. Итальянцы не использовали Ca.310 для боевых (бомбардировочных) задач — ни одна боевая часть не была оснащена этим типом самолётов, но итальянская авиация, начиная с 1937 года, начала использовать Капрони в качестве вспомогательного самолёта, в соответствии с принципом «один самолёт на эскадрилью».
В июле 1937 года итальянские ВВС отправили в Испанию группу из 16 самолётов Ca.310, чтобы сражаться на стороне франкистов в гражданской войне в Испании и проверить этот самолёт в условиях боевых действий. Эти самолёты выполняли задания по разведке и бомбардировке, и на их основе был сделан коммерческий имидж этого самолёта. В 1938 году первыми иностранными заказчиками самолёта Caproni Ca.310 стали Венгрия и Норвегия, впоследствии разочаровавшиеся в нём.

### Венгрия
В 1938 году венгры купили 36 таких самолётов, но в 1940 году возвратили оставшиеся 33 самолёта итальянцам, поскольку машины не соответствовали заявленным характеристикам, в обмен на 36 новых Ca.135. Фирма «Капрони» восстановила эти 33 самолёта и поставила их итальянским ВВС, которые использовали их в качестве разведчиков и лёгких бомбардировщиков, на тех направлениях, где не было сопротивления.

### Норвегия

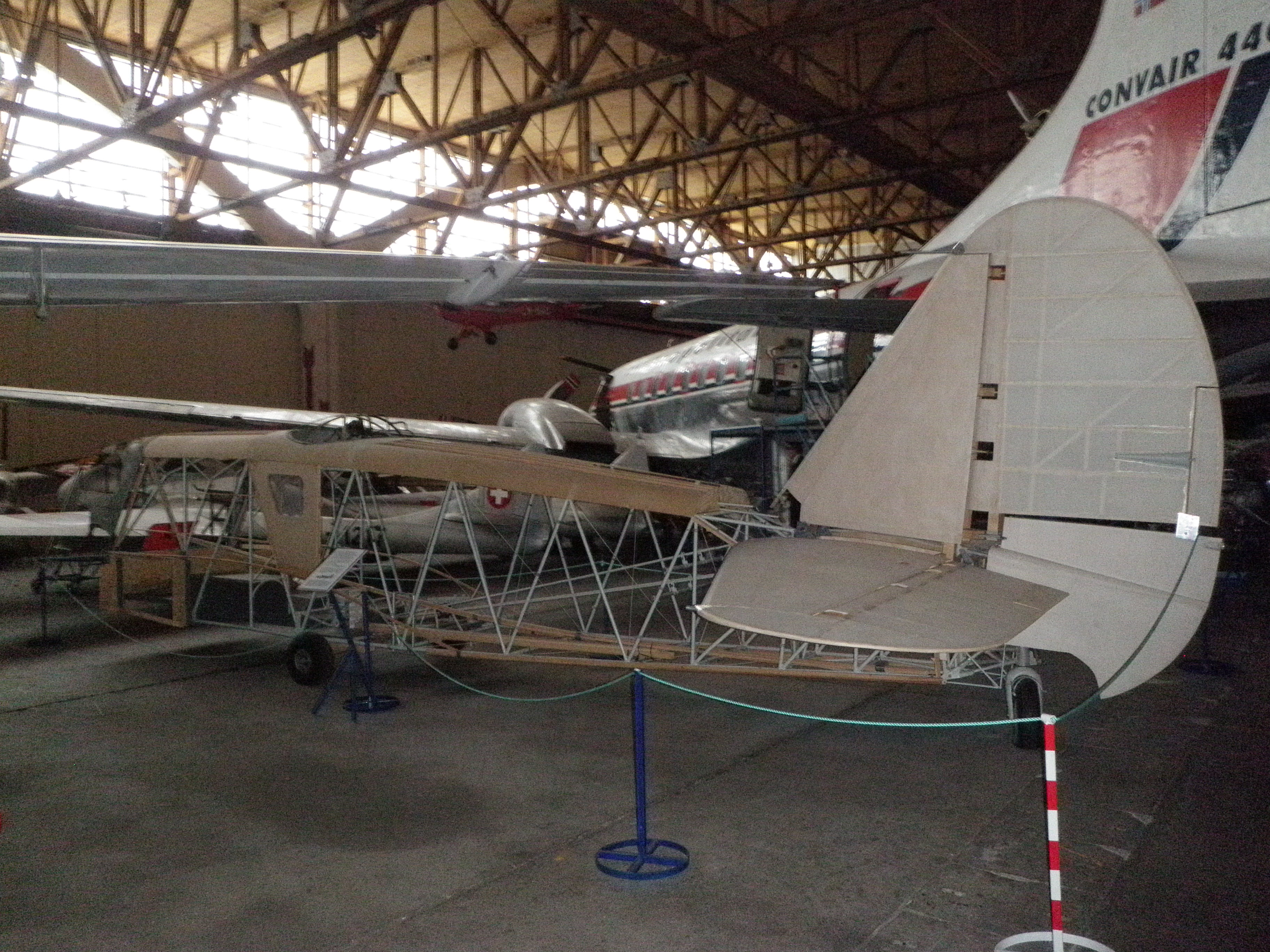
Частично восстановленный Ca.310 в экспозиции Flyhistorisk Museum, Sola

В Норвегию было поставлено 4 самолёта Ca.310 с возможностью дополнительной поставки ещё 24 самолётов. Но поскольку самолёт оказался не так хорош, норвежские власти отказались принимать какие-либо модификации самолёта Ca.310. Вместо этого договорились о сокращённой поставке 12 Caproni Ca.312 с улучшенными двигателями и улучшенными характеристиками. Поставка этих самолётов не осуществилась, поскольку самолёты не успели прибыть до немецкого вторжения в Норвегию 9 апреля 1940 года, и, пробыв на складе в Италии до июня-июля 1942 года, были реквизированы итальянскими ВВС и использовались в качестве транспортных самолетов. Один самолёт получил гражданские номера LN-DAK, и название Brevduen. Этот самолёт, окрашенный белой краской, перед войной служил как почтовый, выполняя рейсы в Гётеборг и Копенгаген.

### Перу
16 самолётов было поставлено Перу (из них 1 разбился при доставке). Самолёты Ca.310, приобретённые Перу, приняли участие в июле 1941 года в Перуанско-эквадорской войне. Они совершили бомбардировочные вылеты против городов Эквадора и поддерживали перуанскую армию в проведении наземных операций.

### Югославия
В 1938 году Югославия купила 12 самолётов Caproni Ca.310. В следующем году она купила ещё 11 Caproni Ca.310bis и 1 модифицированный Ca.310bis с двигателем Gnome-Rhône 9K (IAM K-9), который был отправлен в 1940 году.
Самолёты Ca.310bis служили прототипом самолёта Caproni Ca.311. В то время единственным иностранным покупателем этих самолётов было Королевство Югославия. В 1941 году Югославия заказала 15 экземпляров самолёта, 5 из которых были доставлены, а остальные не прибыли до начала войны между Югославией и странами Оси в апреле 1941 года. Все эти самолёты использовались в качестве учебных для подготовки к полётам на многомоторных самолётах, тем самым сохраняя ресурсы и избегая возможной утраты новых и дорогостоящих Дорнье Do.17К и Бленхеймов, которые производились по лицензии.
Все Капрони были импортированы без вооружения. Типы 310 и 310bis имели итальянское радиооборудование и фотоаппараты, а тип 310 был оснащён бомбодержателями S.B.1. Два самолёта Caproni 310bis от 3-го отделения 1-й Пилотной школы в Панчево были оснащены в 1940 году пулемётами Дарн калибра 7,7 мм (два в крыльях и один у стрелка), которые тогда были единственными вооружёнными Капрони и также использовались для обучения.
В 1940 году военно-морская авиация Королевства Югославия закупила 6 экземпляров Капрони Са.310Idro, которые были оплачены, но не доставлены до начала войны. Первый гидросамолёт из этого заказа был завершён только 17 ноября 1941 года и передан итальянской авиации, которая заказала модификацию оставшихся 5 экземпляров до стандарта Ca.316.
К апрельской войне осталось 19 действующих самолётов Капрони (3 Ca.310, 11 Ca.310bis и 5 Ca.311). Из этого числа 10 Ca.310bis (13/3243 — 18/3248, 20/3250, 22/3252 — 24/3254) находились в 603-й эскадрилье, единственной части, полностью вооружённой самолётами Капрони. Остальная часть самолётов находилась: по одному Са.310 в ВшБ в Ясенице около Мостара, 3-й Пш в Благае около Мостара и 8-м БП в Ровине около Баня-Луки, 1 Ca.310bis (21/3251) в 8-м БП и 5 Ca.311 в школе слепых полётов в аэропорту Граб в Герцеговине. Большинство Ca.310 не было задействовано с началом войны. Из-за очень интенсивного использования в течение более двух с половиной лет, в конце марта 1941 года, на ремонте на заводе Икарус находилось целых 9 Ca.310 (2/3232, 4/3234 — 11/3241, из которых 4/3234 был предусмотрен под списание) и 1 Ca.310bis (19/3249).
Итальянцы захватили один неисправный Капрони Ca.310bis и один Ca.311. 9 Ca.310 (6 на «Икарусе» и три в аэропорту Земуна) и один Ca.310bis в Rajlovac оказались в немецких руках. Люфтваффе использовали 8 самолётов с Rajlovac, которые получили кодовые обозначения с PA+XA до PA+XH (последний был единственным Ca.310bis). Самолёты использовались в качестве транспортно-пассажирских, а один Капрони использовался немецким командующим в Сербии.

### Хорватия
Военно-воздушные силы Независимого государства Хорватия по итогам войны заполучили 6 Caponi Ca.310 (5 были куплены у немцев, а ещё один был захвачен хорватами) и 1 Ca.310bis, которые получили номера 1001—1006 и 1101 соответственно.
Независимое государство Хорватия, как новый союзник стран Оси, начало в октябре 1941 года переговоры с заводом Капрони о признании оплаты, которую Королевство Югославия осуществила за 10 не поставленных Са.311. По их итогам итальянцы поставили хорватам весной 1942 года 10 Капрони новой версии Ca.311M, а позже — ещё четыре. В 1944 году было поставлено ещё несколько самолётов Капрони Ca.313 и один Капрони Ca.314.
В 1945 году два хорватских самолёта Капрони Са.313 перелетели к партизанам (югославская армия) на аэродромы на освобожденной территории.